# Микрокристална целулоза
Микрокристалната целулоза (MKЦ) е вид целулоза, произведена чрез киселинна хидролиза от памучна или дървесна целулоза. Суровина за производството на микрокристална целулоза е специален вид високо пречистена α-целулоза.
Целулозните прахове са едни от най-важните видове пълнители използвани в таблетките, особено за директна комресия. Хидролизният продукт може да се трансформира в продукт, използван при производство на лекарства, като пълнител за таблетки или изсушаващи спрейове.

## Свойства
МКЦ е бяла, без вкус и мирис, и е свободна от органични и неорганични замърсявания. Тя е неразтворима във вода, разредени киселини и в повечето органични разтворители.
Едни от най-важните свойства са:
- голяма компактност при ниски стойности на налягането при пресоване;
- ниска ронливост;
- физиологична инертност.

МКЦ е силно абсорбираща, което се дължи на капилярната структура и порьозността на повърхността ѝ, което позволява да действа като носител на течности, запазвайки пластичните и компресиращи свойства.
Благодарение на химическата си природа, липса на токсичност и голяма хигроскопичност, MKЦ е широко използвана във фармацевтичните препарати и таблетки в комбинация с активни съставки и/или други помощни вещества. МКЦ представлява интерес и в промишлености като: вкусовата, козметична и дори в керамичната.

## Производство
Обработването на целулозните микрофибрили започва с размилането на листове α- целулоза с висока чистота. Така размляната целулоза се поставя във вана с нагрята минерална киселина (2,5 N HCl), температура равна на 105±1 °С, в продължение на 15 минути, която хидролизира аморфните области на микрофибрилите, като оставя микрокристалните незасегнати. Целта на този процес е да се разкъсат дългите полимерни вериги. Първоначално киселината, която участва в реакцията, „атакува“ структурата на целулозата сравнително бързо. Процесът на хидролиза бързо разкъсва връзките, като успоредно с това, наново се образуват кристализирани структури. Силната киселинна хидролиза разкъсва всички налични връзки и превръща влакното в самостоятелна кристална структура.
Химичните реагенти и замърсяванията след края на процеса се отстраняват чрез промиване с вода.
Следващата стъпка е дисперсионно сушене – впръскване на промивна вода през дюзи, нагрявани с горещ въздух. Този процес води до производството на частици с желан размер и водно съдържание. Въпреки че процесът на производство на микрокристална целулоза изглежда сравнително праволинеен, качествата на продукта са свързани с различни негови параметри като температура, налягане, чистота на материалите и възможностите на наличното оборудване. Свойствата на микрокристалната
целулоза могат да бъдат контролирани в зависимост и от желаното предназначение на продукта.